# Blue-Eyed Soul!
Albums de Dave
Tout le plaisir a été pour moi
(2006) Souviens-toi d'aimer
(2019)
Blue-Eyed Soul! est le seizième album studio de Dave. Il est sorti chez M6 Interactions le 21 novembre 2011.
Cet album inédit est entièrement composé des plus grands tubes de Dave qu'il a réenregistrés en versions soul et rhythm & blues, dans un univers digne d'Otis Redding ou d'Aretha Franklin, en posant sa voix de ténor dans un groove digne de la Motown.

## Titres
1. Vanina
2. Trop beau
3. Du côté de chez Swann (en duo avec Daniel Auteuil)
4. Dansez maintenant
5. Est-ce par hasard ? (en duo avec Sylvie Vartan)
6. Allô Élisa
7. Tant qu'il y aura
8. Lettre à Hélène
9. Mon cœur est malade
10. Hurlevent
11. Il n'y a pas de honte à être heureux (en duo avec Françoise Hardy)